# Torneo de Brasil 2016
El Brasil Open 2016 fue un torneo de tenis que pertenece a la ATP en la categoría de ATP World Tour 250. Fue la decimosexta edición del torneo y se disputó entre el 22 y el 28 de febrero de 2016 sobre polvo de ladrillo en el Gimnásio do Ibirapuera en São Paulo (Brasil).

## Cabeza de serie

### Individuales masculinos
| Tenista              | Ranking | Preclasificado |
| Benoît Paire         | 22      | 1              |
| Thomaz Bellucci      | 32      | 2              |
| Pablo Cuevas         | 45      | 3              |
| Federico Delbonis    | 46      | 4              |
| Albert Ramos-Viñolas | 47      | 5              |
| Paolo Lorenzi        | 50      | 6              |
| Nicolás Almagro      | 53      | 7              |
| Pablo Andújar        | 62      | 8              |

- Ranking del 15 de febrero de 2016

### Dobles masculinos
| Tenista                        | Ranking | Preclasificado |
| Marcelo Melo Bruno Soares      | 11      | 1              |
| Pablo Cuevas Marcel Granollers | 62      | 2              |
| Máximo González André Sá       | 104     | 3              |
| Nicholas Monroe Philipp Oswald | 115     | 4              |

## Campeones

### Individuales masculinos
Pablo Cuevas derrotó a   Pablo Carreño Busta por 7-6(4) 6-3

### Dobles masculinos
Julio Peralta /  Horacio Zeballos vencieron a  Pablo Carreño Busta /  David Marrero por 4-6, 6-1, [10-5]